# Fieles (Tolkien)
Los Fieles son un pueblo fantástico creado por el escritor británico
J. R. R. Tolkien para las historias de su legendarium. Son una rama de los Númenóreanos 
que vivieron en Númenor y la Tierra Media durante la Segunda Edad del Sol.

## Etimología del nombre
El nombre Elendili en Quenya, que hace referencia a los Fieles de Númenor, significa "Amigo de los Elfos". Tiene como raíz "Elendil", su guía, que no obstante podía traducirse también como "Enamorado de las Estrellas".

## Historia ficticia
Los fieles eran el menor de los dos grupos en que se dividieron los numeronianos durante el reinado del 
rey Tar-Ancalimon. El otro grupo fue conocido como Los hombres del rey. Los fieles, también conocidos 
como Elendili, recibieron este nombre por permanecer fieles a la voluntad de los Valar y por mantener 
la amistad con los Elfos y su lengua. 
Los Hombres del Rey, por el contrario, se esforzaron por imponer la supremacía de Númenor sobre otros pueblos 
y en superar la mortalidad impuesta a los hombres por los Valar. Los fieles entendieron que esta era un “regalo”, mientras que los Hombres del Rey la consideraron un castigo. No obstante, ni siquiera los Elendili escaparon por entero a la aflicción común, y la idea de la muerte los perturbaba.
Al final de la Segunda Edad del Sol, los Hombres del Rey empezaron a perseguir y a acosar a los Fieles, pues los acusaron, falsamente, de rebeldes y espías de los Valar. Esto motivó que los fieles fuesen deportados a las regiones occidentales de Númenor, en particular alrededor de la ciudad portuaria occidental de Rómenna.
Durante el reinado de Tar-Palantir, los Fieles dejaron de ser considerados rebeldes, pues este rey asumió 
gran parte de las creencias de los Elendili. No obstante, este periodo de tranquilidad acabó tras la muerte de 
Tar-Palantir, pues su sobrino, Ar-Pharazôn se coronó como rey, empezando un reinado oscuro y de gran 
opresión. 
Sauron, con malas artes, aconsejó al último de los reyes de Númenor, con la oculta intención de acabar con 
su pueblo. Ar-Pharazôn capturó y asesino a muchos fieles con la ayuda del señor oscuro, la lengua Eldar fue prohibida y Nimloth quemado en un altar erigido por Sauron como sacrificio a Melkor. Sauron acabó por corromper totalmente a Ar-Pharazôn, convenciéndolo de que declarase la guerra a los Valar, pues Númenor era más poderosa y podría formar una flota indestructible con la que asaltar Aman. 
El Fiel Elendil fue advertido por su padre, Amandil de la próxima guerra, convenciéndole que se mantuviesen al margen y que se preparasen para una rápida evacuación de Númenor. Elendil siguió el consejo de su padre, y junto a sus hijos, Isildur y Anárion, preparó nueve barcos cargados de mercancías y en los que embarcó a sus seguidores, los Fieles de Númenor. Así fue como los fieles se salvaron de la caída de Númenor, que fue hundida en el mar por Ilúvatar como castigo por desafiar a los Valar. Los Fieles, bajo la dirección de Elendil y sus hijos, alcanzaron la Tierra Media  gracias a los fuertes vientos y grandes olas, escapando con ello del gran cataclismo, por lo que entendieron que habían sido protegidos por los Valar. 

Eran nueve los barcos: cuatro para Elendil, y tres para Isildur, y dos para Anárion; y huyeron de la negra tempestad, desde el crepúsculo de la condenación a la oscuridad del mundo. Y las aguas profundas se levantaban debajo en una furia gigantesca, y olas como montañas avanzaron coronadas de nieve desgarrada, y cargaron a los Hombres entre jirones de nubes, y al cabo de muchos días los arrojaron a las costas de la 
Tierra Media.

En la Tierra Media fueron recibidos por los Elfos y se asentaron en Arnor y Gondor, donde reinaron y 
encontraron su esplendor.